# Skaldowie
Skaldowie – polska grupa rockowa, powstała w 1965 roku w Krakowie. W jej utworach pojawiały się takie gatunki muzyczne jak m.in. big-beat, rock, rock progresywny, folklor góralski, jazz, czy muzyka pop. 

## Historia zespołu

### Lata 60.
Założycielami zespołu byli: Zygmunt Kaczmarski (gitara), Janusz Kaczmarski (gitara), Feliks Naglicki (gitara basowa) i Jerzy „Kuba” Fasiński (perkusja). Po kilku miesiącach do grupy dołączyli bracia Andrzej Zieliński (kompozytor większości nowego repertuaru) i Jacek Zieliński – twórca nazwy zespołu, która nawiązuje do postaci nadwornych poetów w historycznej kulturze skandynawskiej – skaldów.

To były początki roku 1965, gdy muzycy jeszcze nie pod nazwą Skaldowe zaczęli się spotykać w mieszkaniu braci Janusza i Zygmunta Kaczmarskich, które mieściło się na trzecim piętrze przy ul. Józefa Sarego w Krakowie. Grał z nami także – znakomity basista Feliks Naglicki, który jest z zawodu architektem i od lat mieszka w Szwajcarii... Pierwsze nasze spotkania to była fascynacja muzyką gitarową w stylu The Shadows, ale polegało to na tym, że nie graliśmy cudzych utworów tylko kompozycje Naglickiego i braci Kaczmarskich. Wykonawcą naszych gitar i wzmacniaczy był Aleksander Kukieła. To jeszcze nie był okres prawdziwych Skaldów, niemniej jednak grupa, jako trzon już funkcjonowała... Felek Naglicki, który zaprojektował i wykonał także logo „Skald”, które widoczne było na naszych wzmacniaczach, bardzo dobrze znał się z Andrzejem Zielińskim, ponieważ wcześniej wspólnie już gdzieś grywali, a poza tym byli sąsiadami... Jesienią 1965 roku przyprowadził go na naszą próbę... Andrzej grał na fortepianie, a więc podejmowaliśmy pierwsze, aranżacyjne próby uporządkowania naszego repertuaru... Powstawały też nowe kompozycje, które trzeba było dopiero opracować... W pewnym momencie doszliśmy do wniosku, że być może przydałby nam się wokalista... A ponieważ nikt z nas nie chciał śpiewać, więc Andrzej wpadł na pomysł, że może zaprosi swojego brata Jacka, który jest również utalentowany muzycznie i gra na skrzypcach, na trąbce i śpiewa... Wraz z jego przyjściem do zespołu z miesiąca na miesiąc pojawiało się coraz więcej kompozycji wokalnych do których napisałem kilka tekstów, więc bracia Zielińscy robili próby również u siebie w domu... Po pewnym czasie nawiązaliśmy kontakt z kierownikiem muzycznym Radia Kraków, Andrzejem Jaroszewskim, który został później naszym kierownikiem artystycznym i to właśnie on zaproponował żeby wszystkie nasze próby (które można było też nagrywać) odbywały się w studiu nagraniowym tej rozgłośni. A więc przenieśliśmy się do Pałacu Montelupich... Tutaj odbywała się Krakowska Giełda Piosenki, podczas której wielu wykonawcom zespół Skaldowie towarzyszył, a także prezentował własne utwory i dzięki kompozycjom Andrzeja Zielińskiego często też wygrywał.

Oficjalnie zespół zadebiutował w październiku 1965 roku na II Krakowskiej Giełdzie Piosenki, zdobywając pierwsze miejsce za utwór „Moja czarownica” do słów Wiesława Dymnego. W 1966 roku Skaldowie zajęli 1. miejsce w Koncercie młodości oraz wzięli udział w filmie Cierpkie głogi (reż. Janusz Weychert; prem. 25.10.1966) i w zdjęciach do pierwszej polskiej komedii muzycznej Mocne uderzenie (reż. Jerzy Passendorfer; prem. 26.03.1967). W tym samym roku wygrali również Wiosenny Festiwal Muzyki Nastolatków w Gdańsku, a w dorocznej ankiecie miesięcznika Jazz zostali ogłoszeni talentem roku oraz zespołem najbardziej niedocenianym przez młodzież.

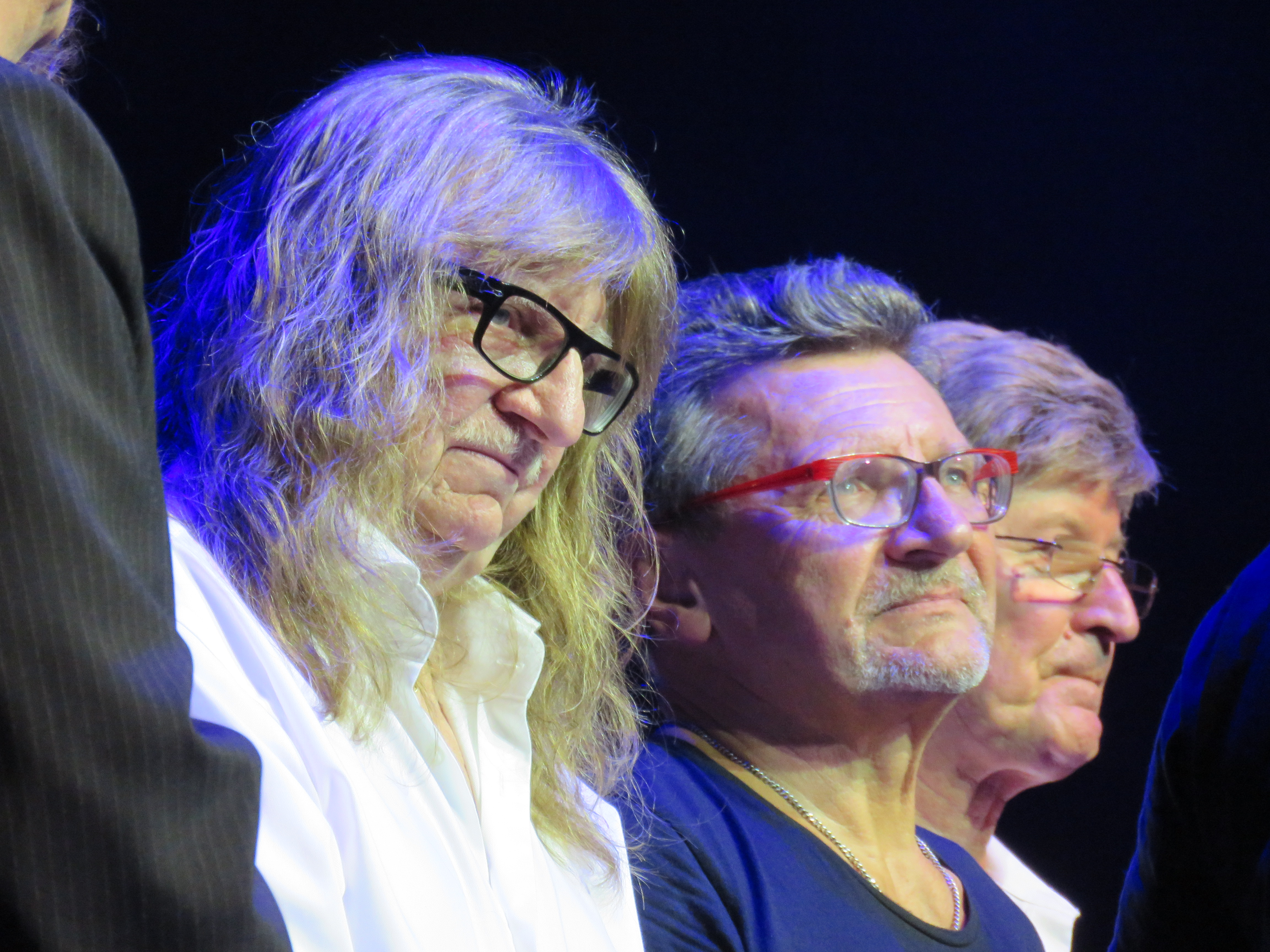
Andrzej Zieliński, Jacek Zieliński, Jerzy Tarsiński – Kraków, 17 listopada 2015

W lutym 1967 roku drugą radiową piosenką miesiąca została „Między nami morze”, a 14 marca ukazała się pierwsza płyta zespołu pod tytułem Skaldowie. Kilka dni potem miała miejsce premiera filmu Mocne uderzenie. Na V KFPP w Opolu Andrzej Zieliński wraz z Leszkiem Aleksandrem Moczulskim otrzymał nagrodę za utwór „Uciekaj, uciekaj” w wykonaniu Skaldów. W tym samym roku do zespołu dołączyli – w miejsce braci Kaczmarskich – dwaj gitarzyści – Marek Jamrozy i Jerzy Tarsiński. Rolę perkusisty przejął Jan Budziaszek. W grudniowym plebiscycie Radiowej Piosenki Miesiąca pierwsze i drugie miejsce zajęły odpowiednio piosenki „Wszystko mi mówi, że mnie ktoś pokochał” i „Nie całuj mnie pierwsza”. Ponadto ta pierwsza uzyskała tytuł Radiowej Piosenki Roku 1967. W styczniu 1968 roku rolę dotychczasowego basisty zajął Konrad Ratyński. Na przełomie kwietnia i maja odbyli pierwsze zagraniczne tournée – po Związku Radzieckim. We wrześniu z zespołu definitywnie odszedł Marek Jamrozy, którego na krótko zastąpił ponownie Feliks Naglicki, a potem Krzysztof Paliwoda. W grudniu radiową piosenką miesiąca został utwór „Medytacje wiejskiego listonosza”, a drugie kompozycja „Cała jesteś w skowronkach”. W 1968 Skaldowie zagrali w filmie Kulig, do którego Andrzej Zieliński skomponował muzykę. W tym samym roku ukazał się drugi album zespołu – Wszystko mi mówi, że mnie ktoś pokochał, natomiast Skaldowie w wielu plebiscytach zostali wybrani najlepszym zespołem roku – mimo przerwy w działalności wskutek wypadku drogowego z 20 sierpnia.

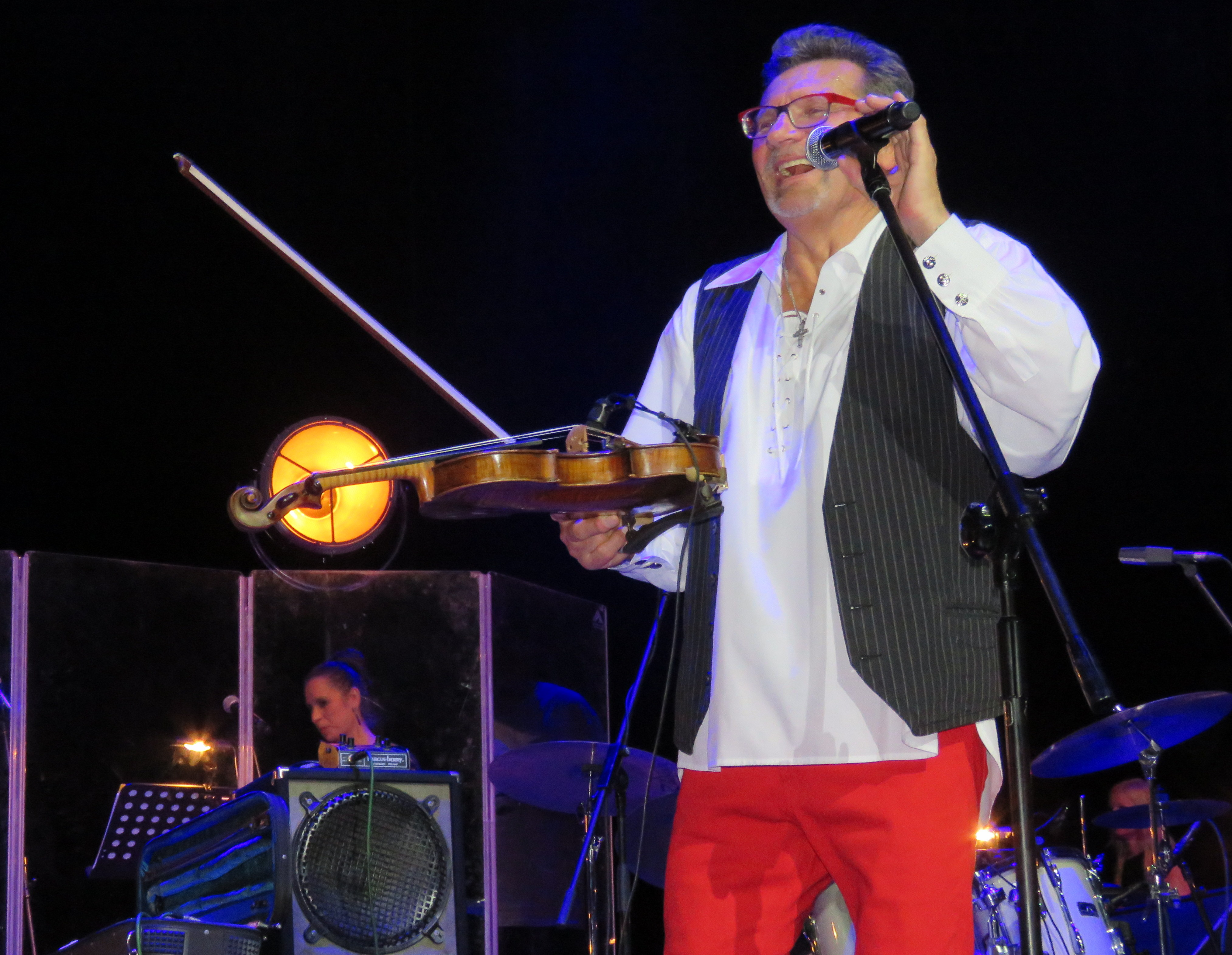
Jacek Zieliński podczas koncertu z okazji 50-lecia zespołu – Kraków, 17 listopada 2015

W 1969 roku Radiową Piosenką stycznia został „Króliczek” Skaldów. W lutym odbyła się sesja nagraniowa do trzeciego albumu grupy Cała jesteś w skowronkach. Na VII Krajowym Festiwalu Piosenki Polskiej w Opolu otrzymali główną nagrodę za „Medytacje wiejskiego listonosza”, a Andrzej Zieliński indywidualnie odebrał nagrodę za aranżacje piosenek Skaldów. Po festiwalu wyjechali na tournée po Stanach Zjednoczonych, grając m.in. w Nowym Jorku, Chicago, wystąpili również w Toronto. Andrzej Zieliński będąc w Stanach kupił organy Hammonda. Wcześniej w Polsce miał je tylko Czesław Niemen. Po powrocie do Polski z zespołu odszedł Krzysztof Paliwoda, i tym samym uformował się pięcioosobowy skład zespołu (Zieliński, Zieliński, Ratyński, Tarsiński, Budziaszek).

### Lata 70.
Po trasie koncertowej w USA (koniec 1969), Skaldowie wkroczyli w falę rocka. W styczniu 1970 roku nagrali płytę przedstawiającą ich nowe oblicze – Od wschodu do zachodu słońca, gdzie w brzmieniu dominują organy Hammonda i mocno wyeksponowana gitara basowa. Kolejną płytę – Ty – nagrali cztery miesiące później. Ta druga była już mniej zdecydowana pod względem brzmienia. 8 kwietnia zespół otrzymał nagrodę „Srebrnego Gwoździa Sezonu”. Radiową Piosenką kwietnia został utwór „Nie ma szatana”. W plebiscycie popularnej gazety muzycznej najlepszym zespołem zostali właśnie Skaldowie, ponadto 2. i 3. z najlepszych wokalistów zostali (odpowiednio) Jacek i Andrzej Zieliński. Na kolejnym Festiwalu Opolskim Skaldowie wykonali 3 utwory: „Nie ma szatana”, „Gorzko mi” (z Teresą Tutinas) i „W żółtych płomieniach liści” (z Łucją Prus, której mąż Ryszard Kozicz był wówczas menadżerem zespołu), wszystkie do słów Agnieszki Osieckiej. Trzeci z nich zdobył nagrodę dziennikarzy, a ponadto uzyskał tytuł „Piosenki 25-lecia”. Pod koniec 1970 roku ponownie w wielu plebiscytach Skaldowie zostali najlepszym zespołem roku. W 1971 roku Skaldowie skupili się głównie na działalności zagranicznej, dając koncerty między innymi w NRD, Związku Radzieckim, Wielkiej Brytanii, krajach Beneluksu i RFN, oraz nagrywając w Niemczech Wschodnich płytę ze swoimi przebojami śpiewanymi po niemiecku.

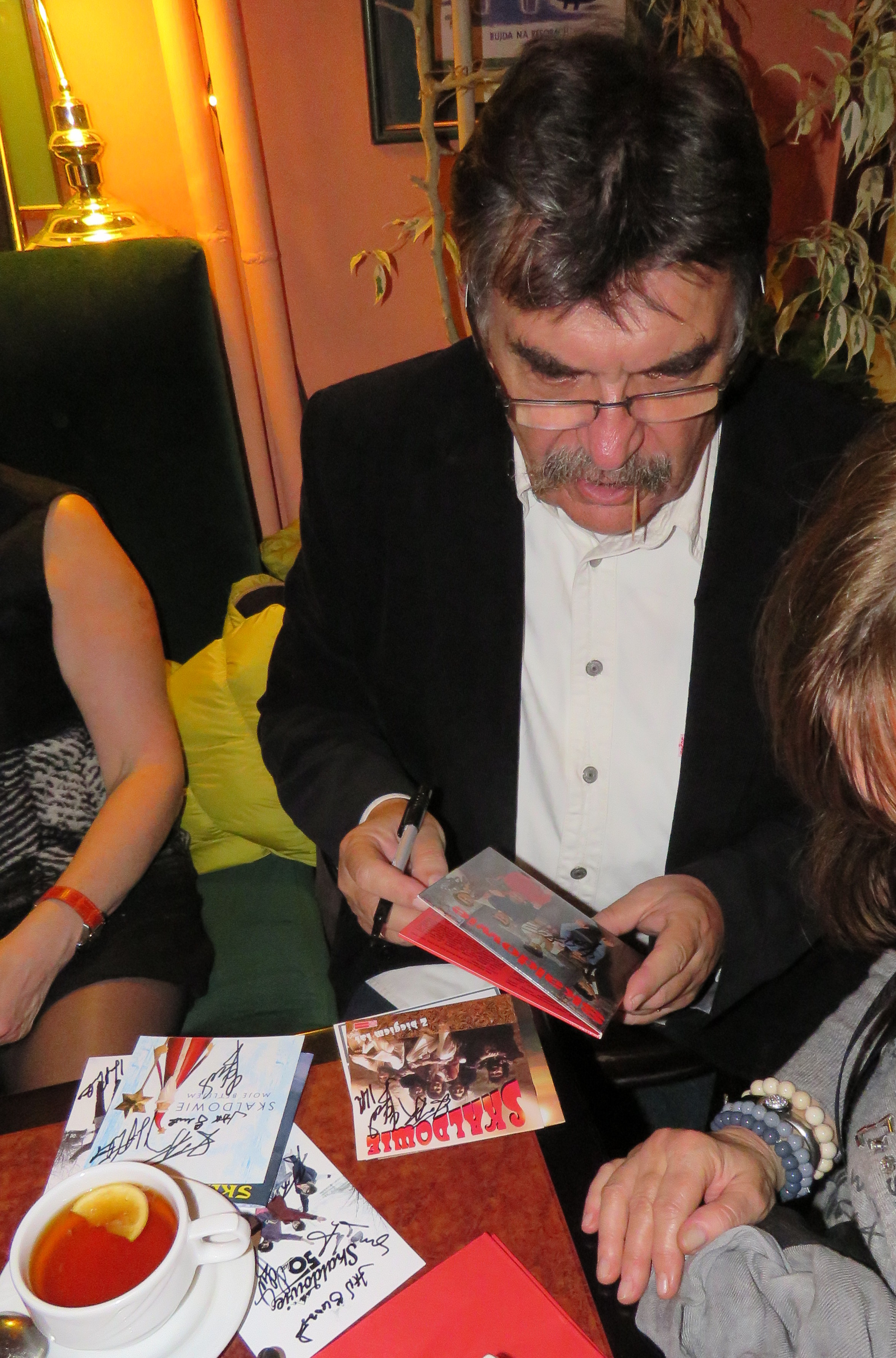
Jan Budziaszek – Warszawa, 19 października 2015

Rok 1972 rozpoczęty został trasą koncertową po RFN-ie (wraz z udziałem w karnawale WDR Kolonia). Po powrocie do kraju zespół nagrał dwie płyty. Pierwsza z nich – Krywań, Krywań – jest „szczytem szczytów polskiego art-rocka”. Pierwszą stronę wypełnia rockowa suita Andrzeja Zielińskiego, oparta na ludowej pieśni góralskiej „Krywaniu, Krywaniu”. Była to ulubiona pieśń jego matki. Na drugiej stronie znajduje się cała paleta stylów muzycznych, poczynając od lekkiego pop-rocka („Jeszcze kocham”), zahaczając o klasycznego rocka w stylu grupy Deep Purple („Gdzie mam ciebie szukać”, „Fioletowa dama”), aż po swingującą bossa novę („Juhas zmarł”). Druga płyta – „Wszystkim zakochanym” – zawierała zaś muzykę lżejszą, bardziej przebojową i bardziej zdecydowaną stylistycznie niż poprzedni longplay. Latem Skaldowie grali koncert na inaugurację olimpiady w Monachium, a końcówkę roku spędzili w Związku Radzieckim, m.in. nagrywając płytę dla tamtejszej „Miełodii”. W 1973 zespół zrealizował nagrania w Niemczech, po obu stronach żelaznej kurtyny. Tamże właśnie zarejestrowano pierwsze kompozycje Jacka Zielińskiego i basisty Konrada Ratyńskiego. W 1974 roku zespół ponownie gościł w karnawale stacji WDR Kolonia, dając koncert (choć bez gitarzysty). Właśnie w tym roku powstała większość nowego materiału na dwa następne longplaye. Rok 1975 zbiegł się z 10. rocznicą istnienia zespołu, co zaowocowało serią koncertów w największych polskich miastach, podczas których zespół grał przeboje z lat 60., nowe, premierowe piosenki, oraz obie suity: „Krywaniu, Krywaniu”, „Stworzenia świata część druga”. Również w 1975 roku Skaldowie po raz pierwszy wzięli udział w telewizyjnym Spotkaniu z Balladą, do którego Andrzej Zieliński napisał wiele piosenek (na czele z „Wszystko kwitnie wkoło”). Jesienią zespół udał się na kolejne tournée do ZSRR.

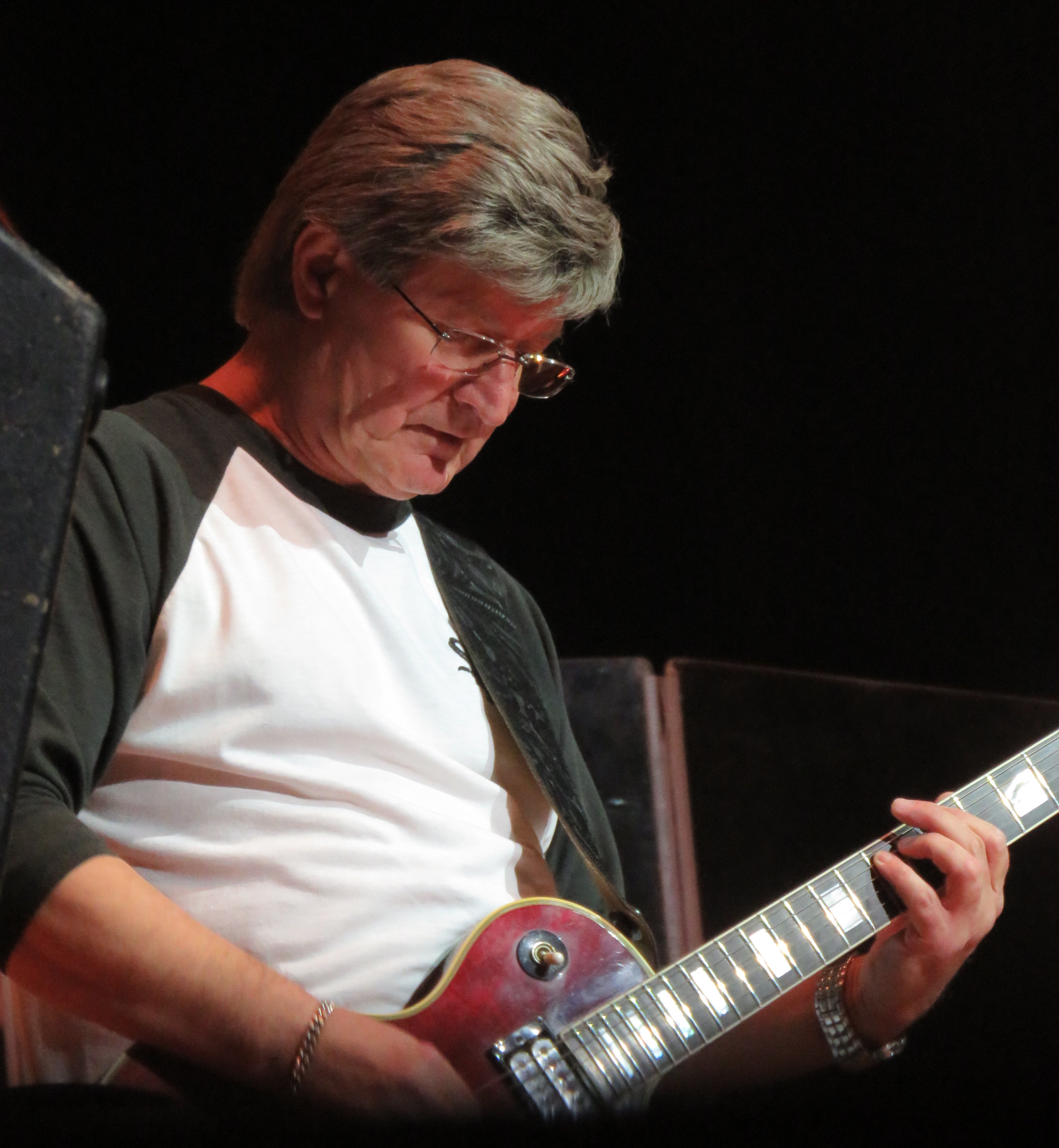
Jerzy Tarsiński – Kraków, 17 listopada 2015

Na przełomie 1974 i 1975 roku brzmienie zespołu nieco się zmieniło, złagodziło. Andrzej Zieliński coraz rzadziej używał organów Hammonda, wypierając je pianem Fendera i syntezatorami. Zespół przeszedł też z długich rockowych suit w kierunku „lżejszych”, krótszych piosenek (chociaż „Stworzenia świata...” grali regularnie aż do 1980). Pod koniec 1975 roku zespół ponownie zagościł w Wielkiej Brytanii, a konkretnie Kornwalii.
Rok 1976 przyniósł kolejne płyty. Pierwsza zawierała suitę „Stworzenia świata część druga” i cztery dodatkowe piosenki, a druga (tak jak 4 lata wcześniej), była bardziej przebojowa. Drugą stronę LP „Szanujmy wspomnienia” wypełniała wiązanka przebojów w stylu „Abbey Road” Beatlesów, z przeciągu 3 ostatnich lat. W marcu Skaldowie zagościli ponownie w „Halowych Spotkaniach z Balladą”. Jesienią odbyły się kolejne zagraniczne wojaże zespołu, m.in. po Czechosłowacji, Holandii i Belgii. Rok zakończyli koncertując w kraju, uświetniając między innymi mistrzostwa hokejowe w Katowicach.
W roku 1977 do pięcioosobowego składu grupy dołączył wokalista Stanisław Wenglorz (ex. Bardowie), obdarzony głosem zbliżonym nieco do Iana Gillana z Deep Purple. W trasie w ZSRR wokalista wykonywał ze Skaldami piosenki grupy Deep Purple oraz nowe piosenki napisane przez Andrzeja Zielińskiego specjalnie dla niego, tj. „Nie widzę ciebie w swych marzeniach”, „Wierzę w ciebie” i „Kim ty jesteś, jak cię zowią”, wszystkie z tekstami Leszka Moczulskiego.

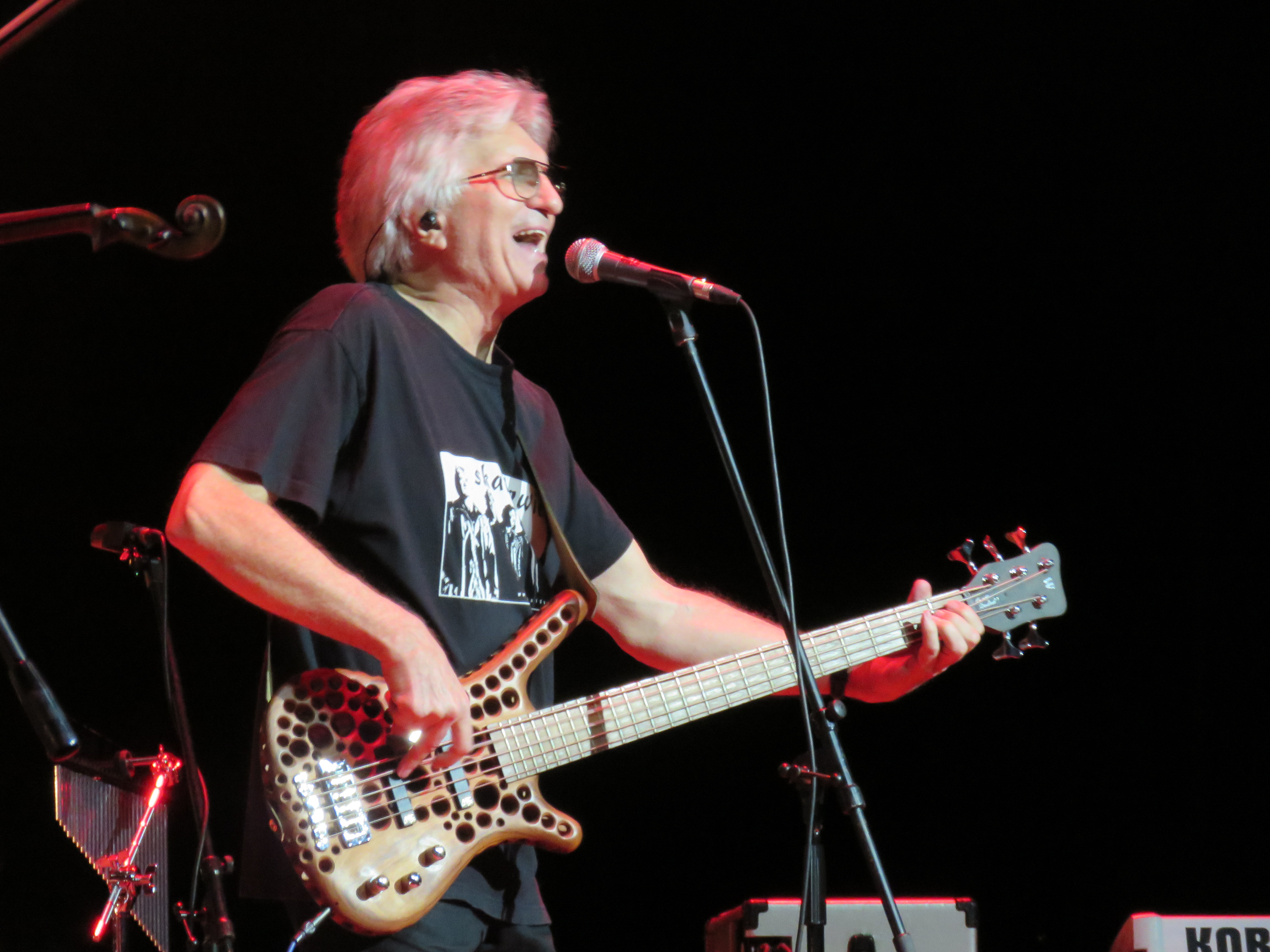
Konrad Ratyński – Kraków, 17 listopada 2015

Po Festiwalu Opolskim '77 zespół Skaldowie zaczął powoli tracić popularność ze względu na pomyłkę: autorem tekstu piosenki „Nie widzę ciebie w swych marzeniach” był Leszek Aleksander Moczulski, którego pomylono z Leszkiem Moczulskim, przewodniczącym KPN. Rozpoczął się cichy bojkot Skaldów, co doprowadziło do tego, że dwa lata później, podczas retransmisji KFPP Opole, wycięto ich występ i pominięto w spisie wykonawców, a taśma z zapisem dźwiękowym gdzieś się zapodziała. W grudniu, wraz ze spadającą działalnością koncertową, odeszli kolejno Stanisław Wenglorz, i menedżer Ryszard Kozicz (związany z zespołem od 1969). Jego następcą został Wojciech Chrzanowski.
W 1978 roku zespół po raz kolejny uczestniczył w „Hotelowych Spotkaniach z Balladą”, prezentując nowe piosenki. Bez echa przeszedł występ Skaldów na kolejnym KFPP w Opolu. Wczesną jesienią zespół udał się na trasy koncertowe po polskim wybrzeżu. W dniach 20–22 grudnia 1978 roku Skaldowie wraz z Orkiestrą i Chórem PWSM w Katowicach oraz członkami zespołu Exodus nagrali suitę do baletu „Misterium magiczne” z muzyką Andrzeja Zielińskiego. Telewizyjna premiera tego programu miała miejsce 3 marca 1979 roku. W maju z zespołu odszedł perkusista Jan Budziaszek, a zastępowali go kolejno: Marek Surzyn, Benedykt Radecki, Jerzy Bezucha, Wiktor Kierzkowski, Tadeusz Toczyski, Jerzy Piotrowski i ponownie Wiktor Kierzkowski. Zespół wziął udział w koncercie „35-lecia PRL” przy Festiwalu w Opolu i nagrał płytę „Droga ludzi”, przygotowywaną na igrzyska olimpijskie w Moskwie. Jesienią zespół udał się na kolejne tournée do ZSRR.

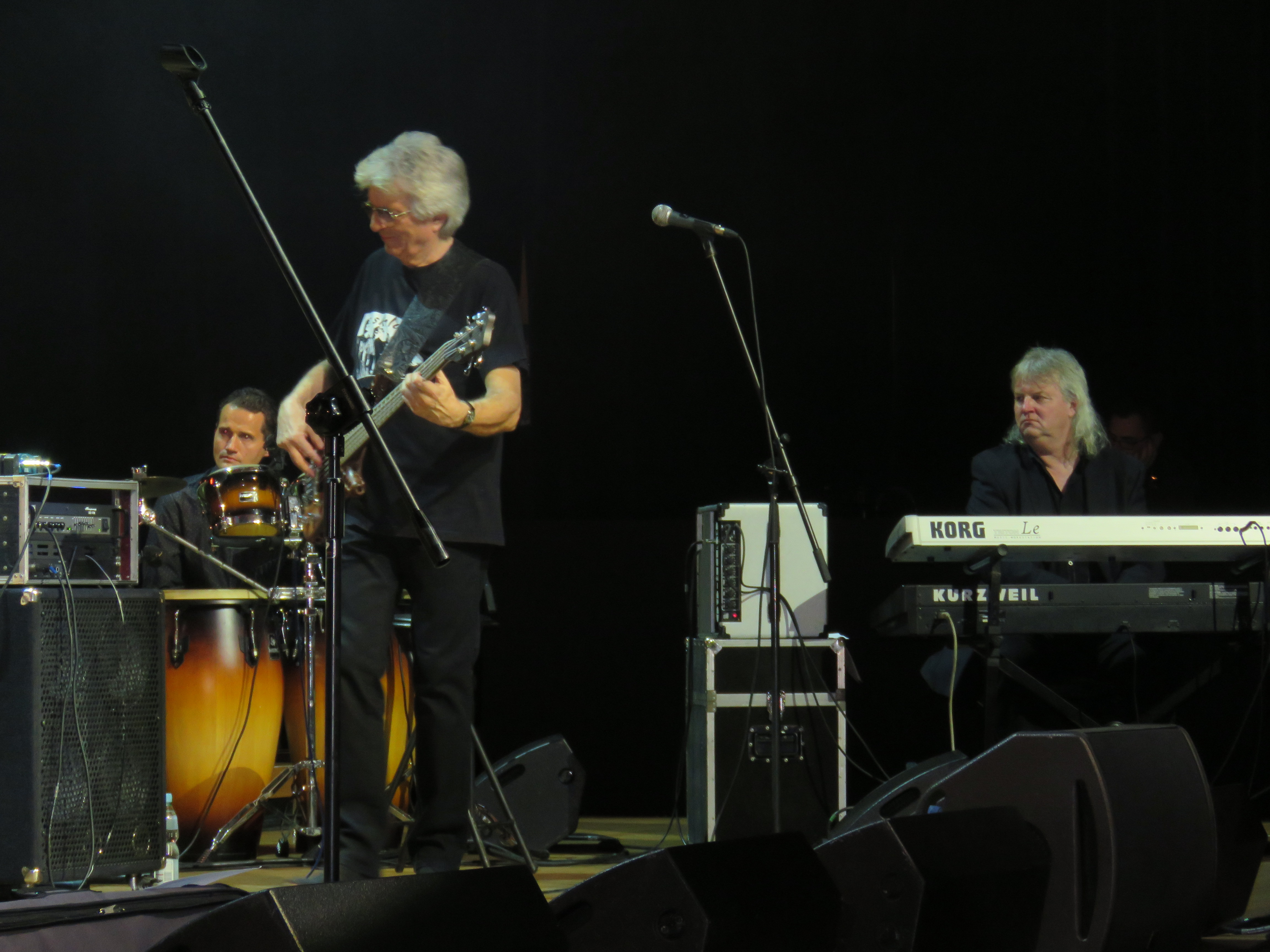
Konrad Ratyński i Grzegorz Górkiewicz – Kraków, 17 listopada 2015

W 1980 roku Skaldowie nagrali kolejny album – „Zostaw to młodszym”, który ukazał się dopiero w 2010 roku, pod tytułem „Z biegiem lat”. Jacek Zieliński współpracujący już od pewnego czasu z Piwnicą pod Baranami, za namową Ewy Wnuk, skomponował muzykę do spektaklu Wiesława Dymnego, pt. Pieśń nad pieśniami, czyli ballada człowieka o miłości. Był on wykonywany w Piwnicy pod Baranami. Nagrano go też dla Polskiego Radia, które wydało go jesienią 2011 roku. Na 18. KFPP w Opolu, spośród dwóch wykonywanych piosenek, jedna („Twą jasną widzę twarz”) zdobyła wyróżnienie. W lipcu Skaldowie wyjechali do Związku Radzieckiego, gdzie w ciągu miesiąca dali ponad 80 koncertów towarzyszących igrzyskom olimpijskim w Moskwie.

### Lata 80.
W kwietniu 1981 roku zespół otrzymał propozycję kilkumiesięcznego tournée po Stanach Zjednoczonych. Ze względu na zainteresowanie publiczności amerykańskiej występami zespołu, kontrakt kilka razy był przedłużany. Podczas trasy zastała ich informacja o wprowadzeniu w Polsce stanu wojennego. Andrzej Zieliński podjął decyzję o pozostaniu w USA na stałe. Zespół koncertował do maja 1982 roku (wtedy do Polski wrócili Jacek Zieliński i Konrad Ratyński), a później zawiesił działalność (Jerzy Tarsiński powrócił do kraju w październiku). W latach 1980–1981 zespół współpracował z wokalistą Andrzejem Mossakowskim, który wykonywał zagraniczne przeboje m.in. Johna Lennona, czy Quincy Jonesa.

### Reaktywacja i lata 90.
W latach 1982–1987 zespół formalnie nie istniał. Wiosną 1987 roku Jacek Zieliński (zastępujący brata na pozycji lidera) reaktywował grupę w składzie: Jacek Zieliński – śpiew, skrzypce, trąbka; Konrad Ratyński – gitara basowa, śpiew; Jerzy Tarsiński – gitara, śpiew; Wiktor Kierzkowski – perkusja, oraz nowy instrumentalista klawiszowy, współpracujący wcześniej z Ewą Demarczyk – Grzegorz Górkiewicz. Zespół w owym składzie wystąpił na XXV Festiwalu w Opolu, wykonując premierową piosenkę „Nie domykajmy drzwi”. Dwa lata później ukazała się płyta pod tym samym tytułem zawierająca nowe kompozycje Konrada Ratyńskiego i Jacka Zielińskiego. 
Od 1990 roku zespół z powrotem koncertuje z Andrzejem Zielińskim. Do składu powrócił również Jan Budziaszek, zastępując Wiktora Kierzkowskiego, co spowodowało powrót do „kanonicznego” składu z lat 70., uzupełnionego o Grzegorza Górkiewicza. Od momentu reaktywacji podczas wielu koncertów i niektórych nagrań, Skaldom towarzyszą muzycy, będący członkami rodziny braci Zielińskich: Gabriela Zielińska-Tarcholik (córka Jacka), Rafał Tarcholik (zięć Jacka), Bogumił Zieliński (syn Jacka), rzadziej także Wojtek Zieliński (wnuk Jacka), Bartłomiej Zieliński (syn Andrzeja) i Agnieszka Zielińska (córka Andrzeja). 
W 1993 roku grupa wydała album z autorskimi pastorałkami Moje Betlejem. Od 1995 roku na bazie utworów z albumu, wystawiane jest z udziałem członków zespołu misterium bożonarodzeniowe o tym samym tytule. 

### Lata 2000-2010
Skaldowie w pierwszej dekadzie XXI w. kontynuowali działalność artystyczną. Nagrali w tym czasie dwie nowe płyty studyjne (eklektyczna Harmonia świata z 2006 roku i poetyckie Oddychać i kochać z 2010) oraz tematyczną (poświęcony najmłodszym album Skaldowie dzieciom z 2007).
Jednym z najistotniejszych wydarzeń w tym okresie funkcjonowania zespołu był koncert z okazji 35-lecia zespołu pt. „Skaldowie Plus Przyjaciele” (2000) w warszawskiej Sali Kongresowej (z gościnnym udziałem m.in. Łucji Prus, Anny Marii Jopek i Zbigniewa Wodeckiego). Za zasługi dla polskiej kultury 29 czerwca 2006 roku zespół został odznaczony orderem Gloria Artis.
Po szesnastu latach od reaktywacji zespół osiągnął kolejny sukces festiwalowy. W 2003 roku podczas pierwszego dnia 40. Międzynarodowego Sopot Festivalu w ramach koncertu „Muzyka świata” odbył się recital „Skaldowie i Goście” z największymi przebojami. Ze Skaldami gościnnie wystąpili m.in. Edyta Górniak, Justyna Steczkowska i Janusz Radek. Drugiego dnia festiwalu Skaldowie wzięli udział w konkursie – z utworem „Hymn o Miłości” zdobyli nagrodę główną, w głosowaniu międzynarodowego jury wyprzedzając m.in. Gotan Project, Kayah, Edytę Górniak i Ricky’ego Martina.

### Lata 2011-2024
W 2015 roku zespół obchodził 50-lecie działalności – z tej okazji jubileuszowe koncerty odbyły się m.in. w Chorzowie, Krakowie, Poznaniu, Warszawie i Wrocławiu. Podczas LII KFPP w Opolu piosenki Skaldów wykonywali uczestnicy konkursu debiutów („Ktoś mnie pokochał! – Urodzinowe Debiuty ze Skaldami!”), a sam zespół zagrał recital kilku przebojów (gościnnie m.in. Edyta Górniak, Monika Kuszyńska, Golec uOrkiestra). Telewizja Polska zorganizowała i transmitowała również jubileuszowy koncert „Od wschodu do zachodu słońca”, w podkrakowskim Gdowie – wraz ze Skaldami wystąpili m.in. były wokalista Stanisław Wenglorz, a także: Anna Maria Jopek, Ania Rusowicz, Maciej Maleńczuk, Muniek Staszczyk, Natalia Sikora, Justyna Święs; niewykonywany od dawna pierwszy utwór grupy, „Moją czarownicę” zaśpiewała Natalia Nykiel. 
W 2015 roku ukazał się także kolekcjonerski box (wyd. Kameleon Records), w którym znalazło się dwanaście albumów CD, będących replikami oryginalnych płyt winylowych oraz płyta DVD z filmem krótkometrażowym pt. Jak powstali Skaldowie (reż. Stanisław Kokesz, 1969). W ramach jubileuszu, w maju 2016 roku, Skaldowie zagrali szczególny koncert w warszawskim klubie Progresja. Podczas wydarzenia zespół poszerzył standardowy koncertowy repertuar o utwory z nurtu rocka progresywnego, pochodzące przede wszystkim z pierwszej połowy lat 70. XX w. Wykonane zostały m.in. dwie suity: „Krywaniu, Krywaniu” oraz „Stworzenia świata część druga”.
Twórczość zespołu została doceniona przez serwis Porcys, który w 2015 roku w zestawieniu Najlepsze polskie single XX wieku umieścił utwór „Wszystko mi mówi, że mnie ktoś pokochał” (46. miejsce). W innym rankingu Najlepsze polskie płyty XX wieku, redakcja Porcys przyznała 58. pozycję albumowi Cała jesteś w skowronkach. Podobne wyróżnienie spotkało kilka piosenek Skaldów w zestawieniu Polskie Piosenki Wszech Czasów serwisu Screenagers.pl z 2012 roku (3. miejsce zajął utwór „Cała jesteś w skowronkach”, 10. „Prześliczna wiolonczelistka”, 120. „Wszystko mi mówi, że mnie ktoś pokochał”, 135. „Hymn kolejarzy wąskotorowych”).
20 czerwca 2016 roku wskutek złych warunków pogodowych, grupa miała wypadek samochodowy na autostradzie pod Włocławkiem. Najbardziej poszkodowany został Andrzej Zieliński, u którego stwierdzono m.in. złamanie kręgosłupa.
W 2019 roku został wydany dwupłytowy premierowy album Taki blues, sygnowany "Jacek Zieliński / Skaldowie". W albumie znalazło się łącznie 26 kompozycji Jacka Zielińskiego, z których 6 Skaldowie wykonali jako zespół w pełnym składzie.
6 maja 2024 roku zmarł Jacek Zieliński.

## Skład

### Obecny skład zespołu
- Andrzej Zieliński – wokal, instrumenty klawiszowe, kompozytor (1965–1982, od 1990)

- Konrad Ratyński – gitara basowa, wokal (1968–1982, od 1987)
- Jerzy Tarsiński – gitara (1967–1982, od 1987)
- Jan Budziaszek – perkusja (1967–1979, 1980, od 1990)
- Grzegorz Górkiewicz – instrumenty klawiszowe (od 1987)

### Byli członkowie zespołu
- Jacek Zieliński – skrzypce, trąbka, wokal (1965–1982, 1987-2024) (zmarły)
- Zygmunt Kaczmarski – gitara, skrzypce, śpiew (1965–1967)
- Janusz Kaczmarski – gitara (1965–1967)
- Feliks Naglicki – gitara, gitara basowa, śpiew (1965–1967, 1968–1969)
- Zbigniew Balicki – perkusja (1965)
- Jerzy Fasiński – perkusja (1965-1967)
- Marek Jamrozy – gitara, śpiew (1967–1968)
- Tadeusz Gogosz – gitara basowa (1967–1968)
- Krzysztof Paliwoda – gitara (1969)
- Stanisław Wenglorz – wokal (1977–1979)
- Andrzej Mossakowski – wokal (1979–1982)
- Marek Surzyn – perkusja (1979–1980)
- Benedykt Radecki – perkusja (1980)
- Jerzy Bezucha – perkusja (1980)
- Wiktor Kierzkowski – (1981, 1987–1990, okazjonalnie w 2022[13])
- Tadeusz Toczyski – perkusja (1981)
- Jerzy Piotrowski – perkusja (1982)

### Muzycy towarzyszący
- Marian Pawlik – gitara basowa
- Józef Gawrych – kongi, instrumenty perkusyjne (1972, 1976, 1980)
- Gabriela Zielińska-Tarcholik – wokal (od końca lat 80.)
- Bogumił Zieliński – gitary (od lat 90.)
- Rafał Tarcholik – perkusja, instrumenty perkusyjne (od lat 00.)

## Nagrody na festiwalach

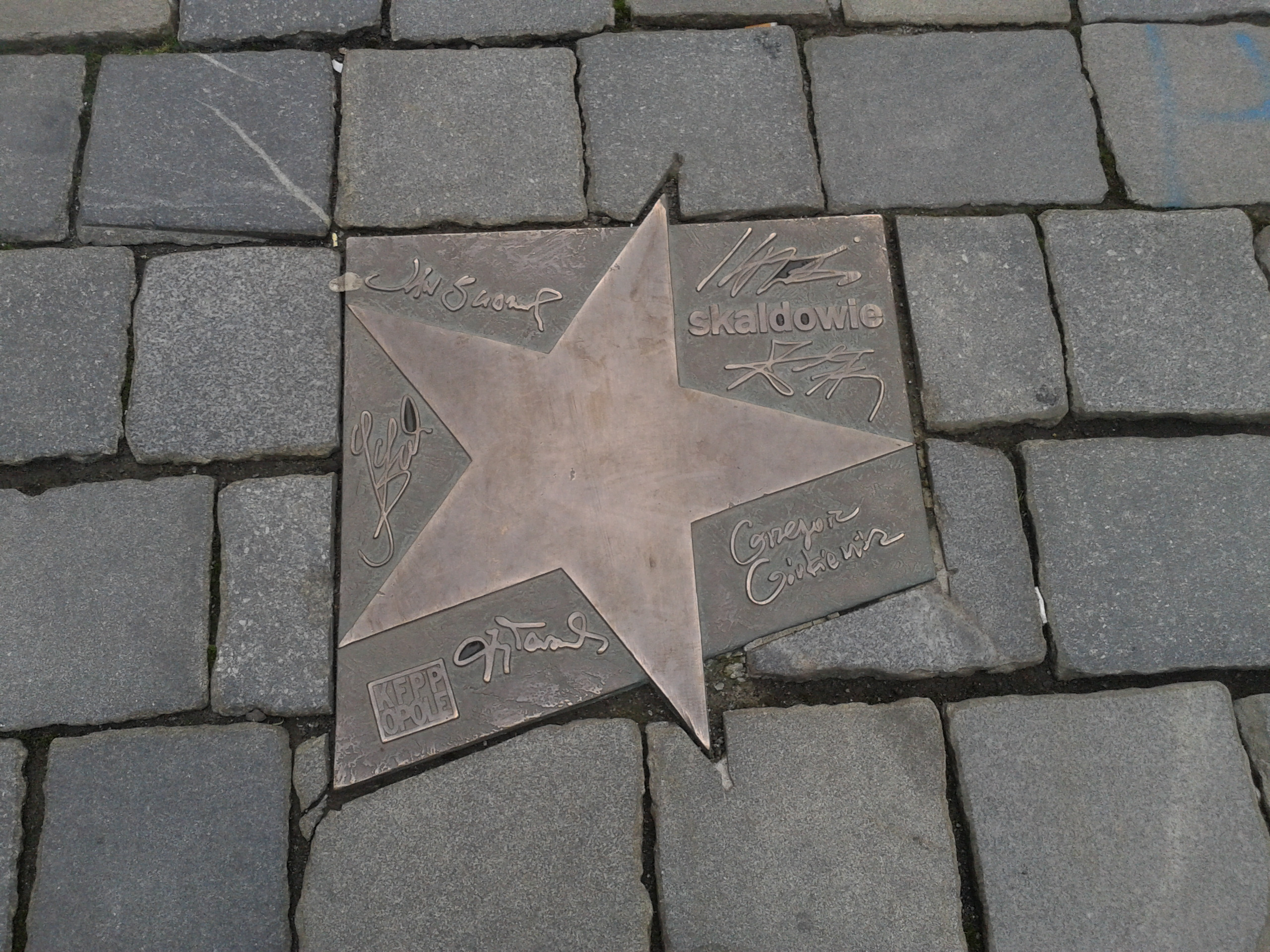
Gwiazda Skaldów w Opolu

- 1966 – 1. miejsce w Koncercie Młodości przy IV KFPP w Opolu.
- 1967 – główna nagroda za piosenkę „Uciekaj, uciekaj” (A. Zieliński – L. A. Moczulski), ponadto nagroda dla A. Zielińskiego za aranżację piosenki „Po prostu jestem” (A. Sławiński – A. Osiecka) w wykonaniu D. Lerskiej i Skaldów na V KFPP w Opolu.
- 1969 – główna nagroda za piosenkę „Medytacje wiejskiego listonosza” (A. Zieliński – L. A. Moczulski), ponadto nagroda dla A. Zielińskiego za aranżacje piosenek Skaldów na VII KFPP w Opolu.
- 1970 – nagroda dziennikarzy za piosenkę „W żółtych płomieniach liści” (A. Zieliński – A. Osiecka) na VIII KFPP w Opolu.
- 1970 – Srebrny Pierścień za piosenkę „Marszowa śpiewka” (A. Zieliński – A. Miriam) na IV. FPŻ w Kołobrzegu.
- 1971 – nagroda dla A. Zielińskiego za aranżację piosenki „Wszystkim zakochanym” (A. Zieliński – L. A. Moczulski) na IX KFPP w Opolu.
- 1972 – nagroda za piosenkę „Pod śliwką” (A. Zieliński – A. Borowa) w wykonaniu Ł. Prus i Skaldów.
- 1973 – wyróżnienie za piosenkę „Na granicy dnia” (A. Zieliński – L. A. Moczulski) na XI KFPP w Opolu.
- 1974 – Skaldowie występują jako gwiazda na jednym z koncertów Festiwalu Sopockiego.
- 1975 – główna nagroda za piosenkę „Życzenia z całego serca” (A. Zieliński – A. Jastrzębiec-Kozłowski) na XIII KFPP w Opolu.
- 1976 – nagroda za piosenkę „Dziś prawdziwych cyganów już nie ma” (A. Zieliński – A. Osiecka) w wykonaniu M. Rodowicz i Skaldów na XIV KFPP w Opolu.
- 1980 – wyróżnienie za piosenkę „Twą jasną widzę twarz” (A. Zieliński – L. A. Moczulski) na XVIII KFPP w Opolu.
- 1990 – druga nagroda za piosenkę „Harmonia świata” (J. Zieliński – J. Zieliński) na XXVIII KFPP w Opolu.
- 2003 – 1. nagroda za piosenkę „Hymn o miłości” (J. Zieliński – M. Skwarnicki) na Festiwalu w Sopocie
- 2009 – Grand Prix dla Skaldów za całokształt twórczości artystycznej na 46. KFPP w Opolu.
- 2015 – nagroda specjalna TVP 52. KFPP w Opolu za całokształt twórczości, z okazji 50-lecia zespołu
- 2019 – Złoty Fryderyk za całokształt twórczości

## Dyskografia

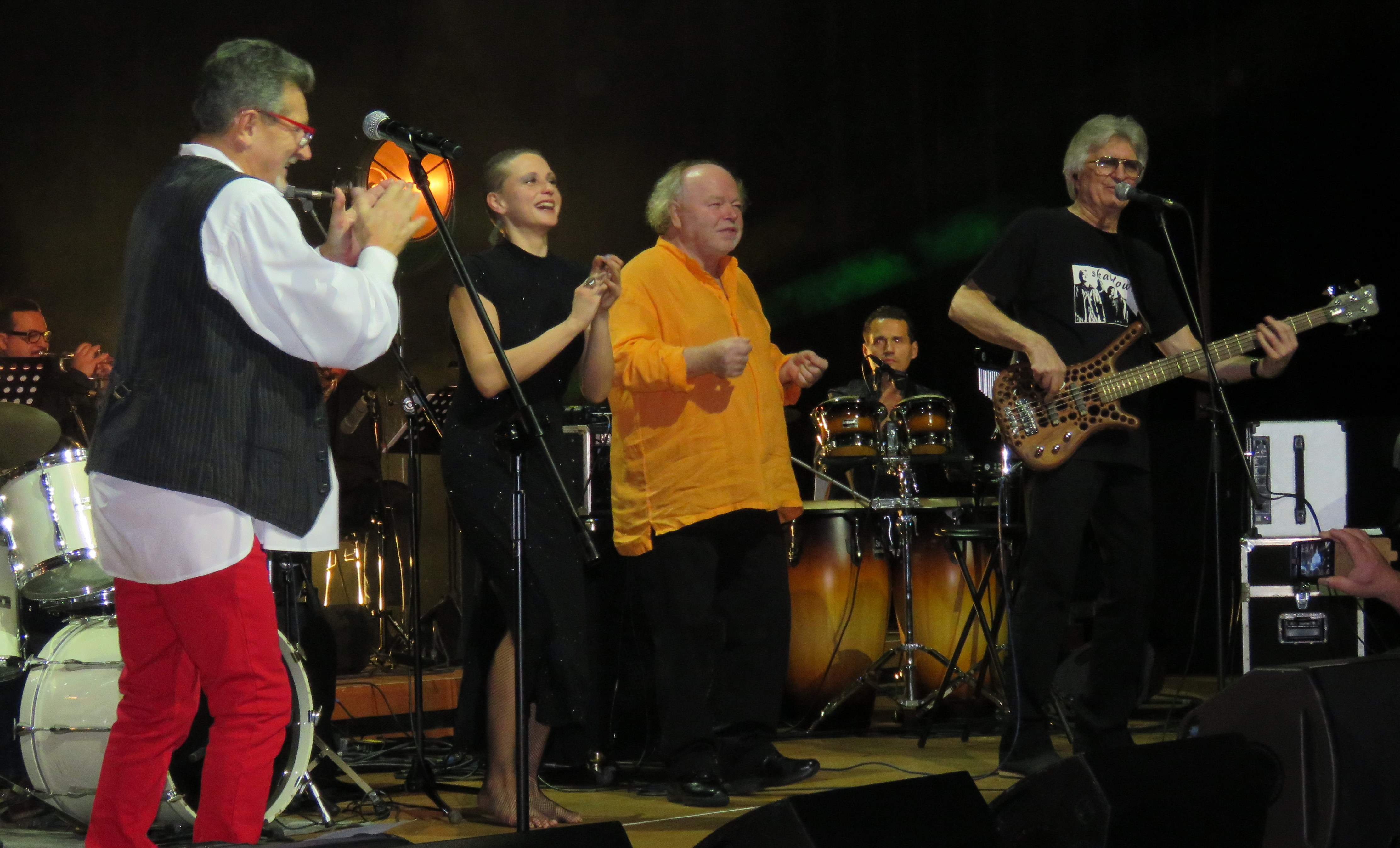
Jacek Zieliński, Natalia Sikora, Stanisław Wenglorz, Konrad Ratyński (koncert z okazji 50-lecia zespołu) – Kraków, 17 listopada 2015

### Albumy studyjne
- Skaldowie (1967[14])
- Wszystko mi mówi, że mnie ktoś pokochał (1968[14])
- Cała jesteś w skowronkach (1969[14])
- Od wschodu do zachodu słońca (1970[14])
- Ty (1971[14])
- Wszystkim zakochanym (1973[14])
- Krywań, Krywań (1973[14])
- Szanujmy wspomnienia (1977[14])
- Stworzenia świata część druga (1977[14])

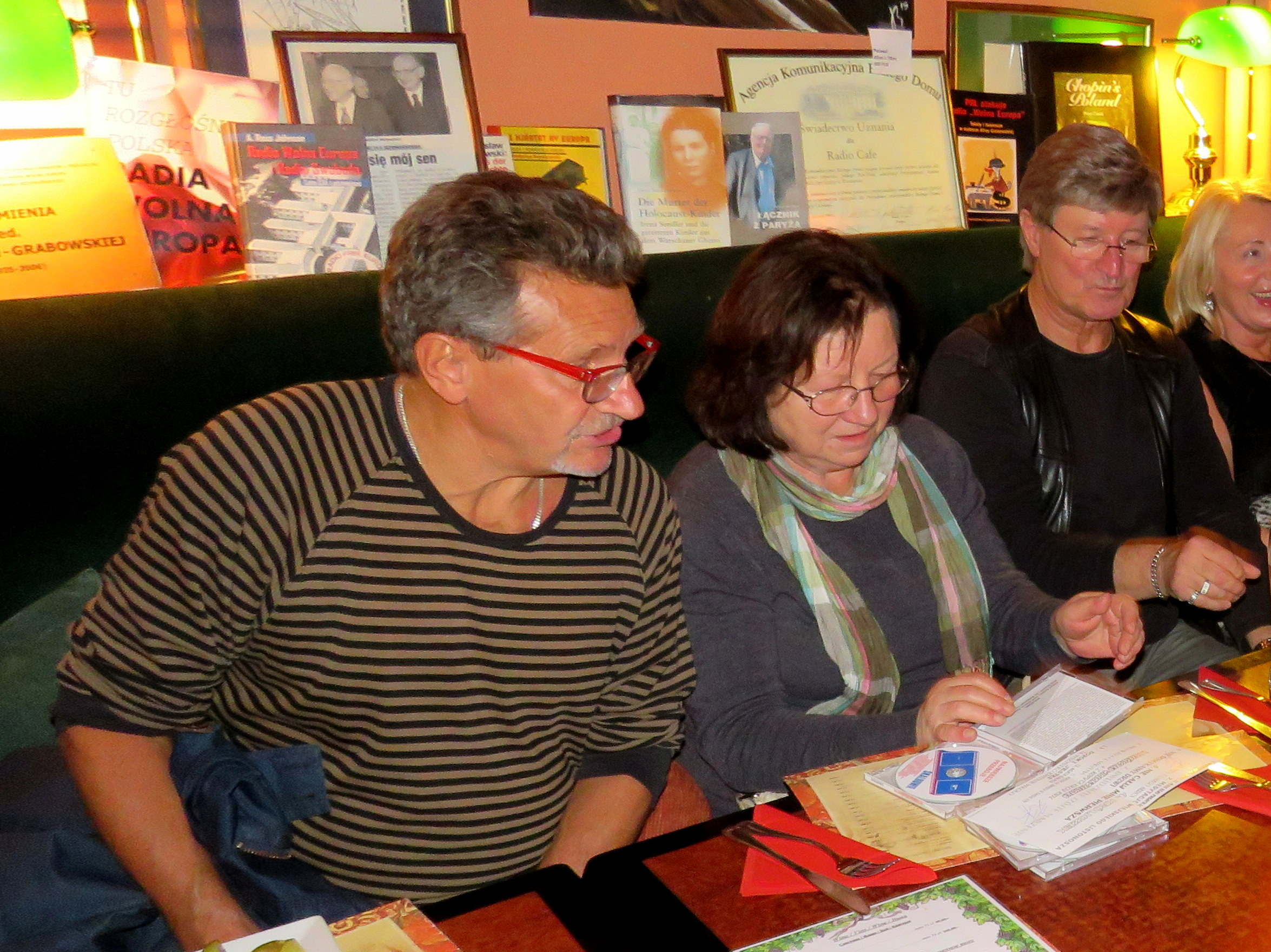
Jacek Zieliński, Elżbieta Wojnowska, Jerzy Tarsiński po warszawskim jubileuszowym koncercie zespołu – Warszawa, 19 października 2015

- Rezerwat miłości (1979[14])
- Droga ludzi (1980[14])
- Nie domykajmy drzwi (1990[14])
- Moje Betlejem (1993[14])
- Harmonia świata (2006)
- Skaldowie dzieciom (2007)
- Oddychać i kochać (2009)
- Taki blues (2019)

### Albumy zagraniczne
- Od wschodu do zachodu słońca – Supraphon, Czechosłowacja (1970[14])
- Skaldowie Kraków – Amiga, NRD (1971[14])
- Skaldy – Miełodija, ZSRR (1973[14])[15]

### Albumy nadprogramowe (z materiałami archiwalnymi i live)
- Listy śpiewające (1969[14])
- Po śniegu, po kolędzie (1994[14])
- Podróż magiczna (1996[14])
- Krywań – Out of Poland (1999)
- Cisza krzyczy (2007)
- Die Grossen Erfolge (2007)
- Skaldowie na dwa fortepiany (2008)
- Nagrania koncertowe z lat 1966–1990 (2008)
- Progressive Rock Years 1970–1973 (2009)
- Z biegiem lat (2010)
- Pieśń nad pieśniami, czyli ballada człowieka o miłości (2011)
- Pastorałki (2013)
- Historia zespołu Skaldowie (2016)
- Gdy skończysz wiek młody (2016)
- Jest tylko dziś (2016)
- Zimowa bajka (2017)
- W żółtych płomieniach liści. Radio & TV Recordings 1969–1971 (2018)
- Z przymrużeniem oka (2020)[16].

oraz kilka albumów wydanych przez Kameleon Records z nagraniami zrealizowanymi m.in. w Niemczech w latach 70.
Źródło dyskografii.